# Сен-Лоран-дю-Марони
Сен-Лоран-дю-Марони (фр. Saint-Laurent-du-Maroni) — коммуна во Французской Гвиане, заморском департаменте Франции, расположена в 253 километрах от столицы Кайенны. Основана в 1852 году. Занимает второе место по численности населения, уступая только столице.

## История
Самые ранние свидетельства присутствия человека на территории коммуны относятся к эпохе раннего неолита. В доколумбовые времена эти земли населяли индейские племена. До образования европейцами колонии территория называлась именем местного вождя Камалагули. Из племён аборигенов ныне остались только араваки и кальина.
В XVII–XVIII веках побережье реки Марони стало осваиваться европейскими поселенцами и их рабами, а также беглыми рабами из Суринама — бюзинанжами. Ныне их потомки составляют четыре этнические группы: бони, ндюка, парамака и сарамака, которые живут в деревнях вокруг Сен-Лоран-дю-Марони, занимаются сельским хозяйством и ремёслами, поддерживая связь через речной транспорт.
Первые колонии были основаны здесь после принятия законов от 26 августа 1792 года и 23 апреля 1793 года, которыми предусматривалась депортация в Гвиану политических преступников и лиц, осуждённых церковью из-за антисоциального поведения. В 1795 году на депортацию в Гвиану были осуждены враги Французской революции, но морская блокада, введённая Великобританией, и частые эпидемии в этих местах на время прекратили эту практику.
Отмена рабства в 1850 году ухудшила экономическое положение белокожих креолов и спровоцировала во Французской Гвиане золотую лихорадку. Бывшие рабы покидали плантации и в поисках золота копали шахты в тропических лесах. К местным темнокожим креолам присоединились креолы с островов Мартиника, Гваделупа, Доминика и Сент-Люсия. Все они селились в районе Сен-Лоран-дю-Марони, где шла торговля незаконно добытым золотом. Золотоискатели, или гаримпейрос, страдали от насилия и малярии. Использование ими при промывке породы ртути и цианида привело к экологической катастрофе — воды рек и ручьёв были отравлены, что поставило под угрозу существование местных индейских племён и тропического леса.
Развитие территории по берегам реки Марони началось в 1820-х годах. Это привело к открытию здесь в 1852 году колонии, основанной выходцами из Фридланда в Мекленбурге. Император Луи Наполеон восстановил практику депортации осуждённых в Гвиану. Первый конвой прибыл сюда 31 марта 1852 года. Осуждённые были размещены на востоке колонии. Их труд в основном использовался при строительстве дорог. Ими же были построены новые тюрьмы. Восточная часть колонии оказалась мало пригодной для жизни человека, и строительство новых тюрем было перенесено на запад.
23 августа 1854 года на правый берег реки Марони были переведены первые заключённые, 21 февраля 1858 года здесь была основана сельскохозяйственная тюрьма Сен-Лоран-дю-Марони, названная так в честь Огюста-Лорана Бодена, тогдашнего губернатора Французской Гвианы. Труд заключённых использовался на производстве бананов и сахарного тростника. Недалеко были открыты новые тюрьмы — Сен-Жан-дю-Марони и Спаруэн.
Правительство Франции способствовало активной миграции в этот район португальцев, африканцев, индийцев и китайцев. Последние составили самую большую группу. Однако из-за нехватки женщин миграционная политика правительства потерпела провал и в 1905 году была окончательно прекращена.
Плохие санитарно-гигиенические условия в тюрьме привели к тому, что в 1867 году император Наполеон III постановил перевести белокожих арестантов в тюрьмы на острове Новая Каледония. Это не помешало Сен-Лоран-дю-Марони стать центром администрации каторги во Французской Гвиане. 15 сентября 1880 года коммуна приняла статус города-тюрьмы. Должность мэра была закреплена за директором тюрьмы, который назначал членов муниципальной комиссии.
В 1887 году сюда снова стали привозить осуждённых европейцев. Город стал расширяться. Построенный в шахматном порядке, он был разделён на три района: официальный район с корпусом администрации и домами сотрудников, колониальный город для торговцев и пересылочная тюрьма с корпусом полиции и больницей. За эту планировку Сен-Лоран-дю-Марони получил прозвище «маленький Париж».
В 1923 году Сен-Лоран-дю-Марони посетил журналист Альбер Лондре. В своих репортажах, которые были опубликованы в «Малом парижанине» (фр. Le Petit Parisien), он рассказал об ужасном положении каторжан. В статье от 6 сентября 1924 года журналист напрямую обратился к министру колоний Альберу Сарро с требованием изменить существующее положение. Его поддержал Гастон Моннервилль, депутат от Гвианы, который после своего избрания в 1932 году выдвинул требование закрыть тюрьму. Его позиция получила общественную поддержку. Декретом от 17 июня 1938 года тюрьма в Сен-Лоран-дю-Марони была упразднена, а в 1946 году окончательно закрыта. В августе 1953 года последние 132 заключённых покинули Французскую Гвиану, и каторга прекратила своё существование. Гражданская коммуна была официально учреждена 9 ноября 1949 года. Сен-Лоран-дю-Марони стал главным городом района.

## География
Центр коммуны расположен сразу за устьем реки Марони, напротив города Альбина в Суринаме. Коммуна граничит на севере и востоке с коммуной Мана, на юго-западе с коммуной Гран-Санти и на северо-западе с коммуной Апату. В состав коммуны входят речные острова Порталь, Карантен и Лепрё.
Местный рельеф по преимуществу равнинный, с наивысшей точкой в 100 м над уровнем моря. Ландшафт представляет собой холмистую долину и болота. К югу от центра коммуны начинается горный массив Деку-Деку с наивысшей точкой в 500 м над уровнем моря. Река Марони является одной из границ коммуны на севере и северо-западе.
Климат в коммуне экваториального типа, жаркий и влажный. За год выпадает очень много осадков (2594,4 мм/год). В году только один сезон, жаркое влажное "лето" с двумя пиками осадков, большим весной в мае (366,6 мм) и малым зимой в январе. Самый сухой месяц – октябрь (105,9 мм).
| Показатель                    | Янв.  | Фев.  | Март  | Апр.  | Май   | Июнь  | Июль  | Авг.  | Сен.  | Окт.  | Нояб. | Дек.  | Год    |
| ----------------------------- | ----- | ----- | ----- | ----- | ----- | ----- | ----- | ----- | ----- | ----- | ----- | ----- | ------ |
| Средний суточный максимум, °C | 29,1  | 29,2  | 29,7  | 30,0  | 29,9  | 30,3  | 31,1  | 32,1  | 32,8  | 32,6  | 31,6  | 29,9  | 30,7   |
| Средний суточный минимум, °C  | 22,1  | 22,0  | 22,2  | 22,6  | 22,8  | 22,5  | 22,2  | 22,3  | 22,3  | 22,3  | 22,3  | 22,3  | 22,3   |
| Норма осадков, мм             | 255,8 | 175,8 | 189,2 | 248,2 | 366,6 | 320,4 | 250,2 | 167,0 | 115,2 | 105,9 | 159,3 | 240,8 | 2594,4 |
| Источник: Сlimate-charts.com  |       |       |       |       |       |       |       |       |       |       |       |       |        |

## Население
На 2010 год численность населения коммуны составляла около 40 000 человек. По этническому составу это креолы — потомки французов, португальцев, индийцев и китайцев, а также мароны — прежде всего бьюзинанжи, и индейские аборигенные племена кальина и араваков.
| Демографические изменения |      |      |      |       |       |       |       |
| 1962                      | 1968 | 1975 | 1982 | 1990  | 1999  | 2007  | 2010  |
| 3019                      | 5031 | 5055 | 6971 | 13616 | 19167 | 37524 | 38367 |
| Источник                  |      |      |      |       |       |       |       |

## Экономика
Активное трудоспособное население коммуны (в возрасте от 15 до 64 лет) составляет 21 050 человек, 28,7% из них имеют работу, 26,4% являются безработными и 44,8% являются учащимися. Из имеющих работу большинство являются наемными работниками и рабочими, далее следуют служащие и предприниматели. Местные жители также работают на двух военных базах на территории коммуны — в деревне Сен-Жан-дю-Марони и пограничном лагере Немо.
Сельское хозяйство является динамично развивающейся отраслью экономики коммуны. Число фермерских хозяйств с 2000 по 2010 год выросло на 18%. Сельскохозяйственные угодья сосредоточены на побережье вдоль реки Марони. Это, прежде всего, рисовые поля и сады. Кроме риса, главными сельскохозяйственными культурами являются маниок, цитрусовые, маракуйя, банан, ананас и сахарный тростник. Из последнего гонят на заводе ром «Сен-Морис». Мясное животноводство ориентировано на разведение крупного рогатого скота, кроликов, свиней, коз и кур. Но местное растениеводство и животноводство неспособно обеспечить потребности быстро растущего населения коммуны, и многие продукты импортируются из Бразилии, стран Карибского бассейна и Франции.
Горнодобывающая промышленность коммуны является вторым по величине работодателем во Французской Гвиане после космической промышленности. Она включает в себя пятьдесят компаний, которые в 2010 году добыли 1,14 т золота. Добыча золота ведётся с учётом экологической безопасности. Также развита деревообрабатывающая промышленность, которая представлена тридцатью компаниями, производящими 12 000 м3 древесины в год.
В коммуне развиты традиционные ремёсла, особенно среди маронов. Кроме того, реконструкция и благоустройство районов старого города, организация культурных мероприятий дали толчок к развитию сектора туристической индустрии.

## Культура

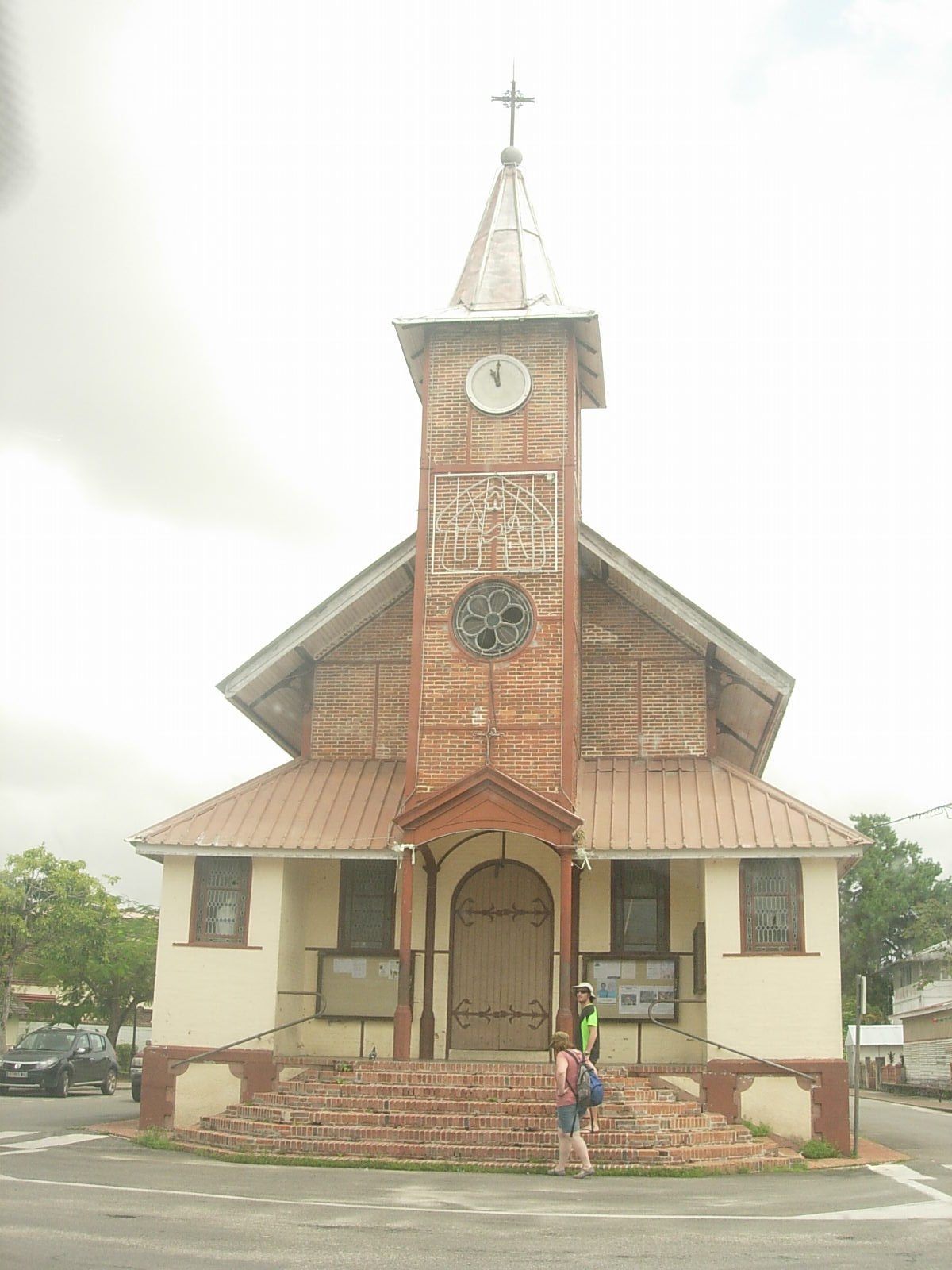
Церковь Святого Лаврентия

В коммуне действуют семь детских садов, восемнадцать начальных муниципальных школ и одна частная начальная школа, пять колледжей, три лицея.
В Сен-Лоран-дю-Марони есть несколько спортивных объектов, в числе которых стадион имени Рене Лонга, спортивный зал и бассейн под шефством производителя рома «Сен-Морис». Действуют три футбольных клуба — «Марони», «Ажюадо» и «Косма Фут», велоклуб «Вело Клуб дю Марони».
Здравоохранение в коммуне представлено двумя социальными медицинскими центрами, центром вакцинации и больницей. Здание старой больницы Андре Бюрона 9 марта 1999 года получило статус исторического памятника. Она названа в честь Андре Бюрона, доктора медицинских наук из Сорбонны, который с 1910 года добровольно служил врачом в тюремной больнице Сен-Лоран-дю-Марони. Он погиб 27 февраля 1939 года в возрасте 74 лет во время миссии на реке Марони. Больница носит его имя с 2000 года.
Новая больница имени Франка Жоли действует с 10 августа 2000 года. Франк Жоли работал в колонии врачом с 1967 года, был основателем ассоциации, ставшей предшественницей международной организации «Врачи без границ». С 1976 года служил в больнице Андре Бюрона, где в 1983 году стал главным врачом. Новая больница рассчитана на 183 места. На 2014 год запланировано строительство ещё одной больницы.
Религия в Сен-Лоран-дю-Марон представлена прежде всего христианством (католицизм и протестантизм). Есть последователи ислама и индуизма. Последователи Римско-католической церкви составляют большинство населения. Главным храмом епархии Кайенны в коммуне является церковь Святого Лаврентия. Растёт численность протестантов, представленных общинами евангельских христиан и баптистов.
В 2009 году была зарегистрирована Культурная Ассоциация мусульман в западной Гвиане. С 2008 года на территории коммуны действует Ассоциация Намасте, представляющая местных индуистов.
Основанный как город-тюрьма, Сен-Лоран-дю-Марони имеет уникальный архитектурный стиль, представленный многочисленными сооружениями, получившими статус исторических памятников Франции. Наряду с Кайенной и Куру, Сен-Лоран-дю-Марони является местом, где ежегодно проходит карнавал.